# Langnekalen
Langnekalen (Derichthyidae) zijn een familie van straalvinnige vissen uit de orde van Palingachtigen (Anguilliformes).

## Geslachten
- Derichthys  Gill, 1884
- Nessorhamphus Schmidt, 1931